# 施設論
『施設論』（せせつろん、梵: Prajñapti, Prajñaptibhāṣya, Prajñaptiśāstra）とは、部派仏教の説一切有部による初期論書（アビダルマ）群、いわゆる「六足論」の内の一論。『（阿毘達磨）施設足論』（あびだつま せせつそくろん）とも。

## 構成
本論は、以下の三部構成から成っている。
- 『世間施設』（梵: Lokaprajñapti[2])
- 『因施設』（梵: Kāraṇaprajñapti[2]）
- 『業施設』（梵: Karmaprajñapti[2]）

2013年の段階では、『世間施設』については3種類のサンスクリット断簡、すなわち、ギルギット本と高貴寺・玉泉寺・四天王寺・知恩寺本、トゥルファン本の存在が認められている。漢訳は北宋代の惟浄による『因施設』の大部分に相当する部分訳のみが現存し（大正蔵No1538）、三つが残っているのはチベット語訳のみである。また、2018年には、西チベット・ガリ地区にあるトリン寺の仏塔址で発見された、ブラフミー文字で書写された樺皮写本の2葉のうち1葉が『世間施設』の一部であることが、佛教大学の松田和信の研究によって判明した。なお、この写本では、月輪と日輪、星形といった宇宙観についての記述が残されている。
施設論はこの三つに留まらず、木村泰賢によって、さらなる書として『煩悩施設』、『智施設』、『定施設』、『雑施設』の存在が想定されていたが、シャマタデーヴァの『倶舎論註ウパーイカー』において『随眠施設』（梵: Anuśayaprajñapti, 蔵: phra-rgyas-btags-pa）と『名色施設』（梵: Nāmarūpaprajñapti, 蔵: ming-dang-gzugs-btags-pa）が言及されていることが、本庄良文によって指摘されている。